# Kroatië op de Olympische Zomerspelen 2024
Kroatië nam deel aan de Olympische Zomerspelen 2024 in Parijs, Frankrijk

## Medailleoverzicht
| Medaille | Naam | Sport       | Onderdeel               | Datum            |
| -------- | --- | ----------- | ----------------------- | ---------------- |
| Goud     | Barbara Matić | Judo        | Midden -70 kg (v)       | 31 juli 2024     |
| Goud     | Martin Sinković Valent Sinković | Roeien      | Twee-zonder (m)         | 2 augustus 2024  |
|          | |             |                         |                  |
| Zilver   | Donna Vekić | Tennis      | Enkelspel (v)           | 3 augustus 2024  |
| Zilver   | Waterpoloteam Marko Bijač Matias Biljaka Luka Bukić Rino Burić Loren Fatović Maro Joković Konstantin Kharkov Jerko Marinić Kragić Luka Lončar Toni Popadić Josip Vrlić Ante Vukičević Marko Žuvela | Waterpolo   | Waterpolo (m)           | 11 augustus 2024 |
|          | |             |                         |                  |
| Brons    | Miran Maričić | Schietsport | 10m luchtgeweer (m)     | 29 juli 2024     |
| Brons    | Sandra Elkasević | Atletiek    | Discuswerpen (v)        | 5 augustus 2024  |
| Brons    | Lena Stojković | Atletiek    | Vlieggewicht -49 kg (v) | 7 augustus 2024  |

## Aantal Deelnemers
Hieronder volgt een overzicht van de atleten die zich kwalificeerden voor de Olympische Zomerspelen van 2024.
| Sport       | Mannen | Vrouwen | Totaal |
| ----------- | ------ | ------- | ------ |
| Atletiek    | 4      | 5       | 9      |
| Boksen      | 1      | 0       | 1      |
| Gymnastiek  | 2      | 0       | 2      |
| Handbal     | 14     | 0       | 14     |
| Judo        | 1      | 2       | 3      |
| Kanovaren   | 1      | 1       | 2      |
| Roeien      | 5      | 0       | 5      |
| Schietsport | 3      | 0       | 3      |
| Taekwondo   | 2      | 1       | 3      |
| Tafeltennis | 3      | 1       | 4      |
| Tennis      | 2      | 2       | 4      |
| Waterpolo   | 13     | 0       | 13     |
| Wielersport | 1      | 0       | 1      |
| Zeilen      | 4      | 2       | 6      |
| Zwemmen     | 2      | 1       | 3      |
| Totaal      | 58     | 15      | 73     |

## Deelnemers en Resultaten

### Atletiek

#### Loopnummers
Vrouwen
| atlete              | onderdeel | series | series | herkansingen | herkansingen | halve finale | halve finale | finale  | finale |
| atlete              | onderdeel | tijd   | rang   | tijd         | rang         | tijd         | rang         | tijd    | rang   |
| ------------------- | --------- | ------ | ------ | ------------ | ------------ | ------------ | ------------ | ------- | ------ |
| Bojana Bjeljac      | marathon  | n.v.t. | n.v.t. | n.v.t.       | n.v.t.       | n.v.t.       | n.v.t.       | 2.41.13 | 71     |
| Matea Parlov Koštro | marathon  | n.v.t. | n.v.t. | n.v.t.       | n.v.t.       | n.v.t.       | n.v.t.       | DNF     | DNF    |

#### Technische nummers
Mannen
| atleet           | onderdeel      | kwalificaties | kwalificaties | finale         | finale         |
| atleet           | onderdeel      | afstand       | rang          | afstand        | rang           |
| ---------------- | -------------- | ------------- | ------------- | -------------- | -------------- |
| Filip Pravdica   | verspringen    | 8,04          | 5 Q           | 7,90           | 9              |
| Martin Marković  | discuswerpen   | 62,31         | 16            | niet geplaatst | niet geplaatst |
| Matija Gregurić  | hamerslingeren | 73,69         | 17            | niet geplaatst | niet geplaatst |
| Filip Mihaljević | kogelstoten    | 20,75         | 14            | niet geplaatst | niet geplaatst |

Vrouwen
| atlete           | onderdeel    | kwalificaties | kwalificaties | finale         | finale         |
| atlete           | onderdeel    | afstand       | rang          | afstand        | rang           |
| ---------------- | ------------ | ------------- | ------------- | -------------- | -------------- |
| Sandra Elkasević | discuswerpen | 65,63         | 2 Q           | 67,51          | Brons          |
| Marija Tolj      | discuswerpen | 59,87         | 23            | niet geplaatst | niet geplaatst |
| Sara Kolak       | speerwerpen  | 64,57         | 2 Q           | 63,40          | 4              |

### Boksen
Mannen
| atleet          | onderdeel     | eerste ronde         | tweede ronde         | kwartfinale          | halve finale         | finale               | rang           |
| atleet          | onderdeel     | tegenstander uitslag | tegenstander uitslag | tegenstander uitslag | tegenstander uitslag | tegenstander uitslag | rang           |
| --------------- | ------------- | -------------------- | -------------------- | -------------------- | -------------------- | -------------------- | -------------- |
| Gabrijel Veočić | middelgewicht | bye                  | Ishaish W 5 - 0      | Pinales V 0 - 5      | niet geplaatst       | niet geplaatst       | niet geplaatst |

### Gymnastiek

#### Turnen
Mannen
| atleet        | onderdeel | kwalificatie | kwalificatie | kwalificatie | kwalificatie | kwalificatie | kwalificatie | kwalificatie | kwalificatie | finale         | finale  | finale  | finale  | finale  | finale  | finale | finale         |
| atleet        | onderdeel | toestel      | toestel      | toestel      | toestel      | toestel      | toestel      | totaal       | positie      | toestel        | toestel | toestel | toestel | toestel | toestel | totaal | positie        |
| atleet        | onderdeel | vloer        | voltige      | ringen       | sprong       | brug         | rekstok      | totaal       | positie      | vloer          | voltige | ringen  | sprong  | brug    | rekstok | totaal | positie        |
| ------------- | --------- | ------------ | ------------ | ------------ | ------------ | ------------ | ------------ | ------------ | ------------ | -------------- | ------- | ------- | ------- | ------- | ------- | ------ | -------------- |
| Aurel Benović | grond     | 13.766       | n.v.t.       | n.v.t.       | n.v.t.       | n.v.t.       | n.v.t.       | n.v.t.       | 28           | niet geplaatst | n.v.t.  | n.v.t.  | n.v.t.  | n.v.t.  | n.v.t.  | n.v.t. | niet geplaatst |
| Aurel Benović | sprong    | n.v.t.       | n.v.t.       | n.v.t.       | 14.733       | n.v.t.       | n.v.t.       | n.v.t.       | 3 Q          | n.v.t.         | n.v.t.  | n.v.t.  | 14,900  | n.v.t.  | n.v.t.  | n.v.t. | 5              |
| Tin Srbić     | rekstok   | n.v.t.       | n.v.t.       | n.v.t.       | n.v.t.       | n.v.t.       | 14.600       | n.v.t.       | 4 Q          | n.v.t.         | n.v.t.  | n.v.t.  | n.v.t.  | n.v.t.  | 11,333  | n.v.t. | 8              |

### Handbal
Mannen
| Olympiër | Onderdeel | Resultaat | Prestatie |
| --- | --------- | --------- | --------- |
| Luka Cindrić Domagoj Duvnjak Nikola Grahovac Luka Lovre Klarica Dominik Kuzmanović Tin Lučin Matej Mandić Ivan Martinović Lovro Mihić Veron Načinović Josip Šarac Marin Šipić Mario Šoštarič Zvonimir Srna | Mannen    | 9         | zie onder |

| Pos | Team      | Wed | W | G | V | Ptn | DV  | DT  | +/− | Kwalificatie |
| --- | --------- | --- | - | - | - | --- | --- | --- | --- | ------------ |
| 1   | Duitsland | 5   | 4 | 0 | 1 | 8   | 162 | 144 | +18 | Kwartfinales |
| 2   | Slovenië  | 5   | 3 | 0 | 2 | 6   | 140 | 142 | −2  | Kwartfinales |
| 3   | Spanje    | 5   | 3 | 0 | 2 | 6   | 151 | 148 | +3  | Kwartfinales |
| 4   | Zweden    | 5   | 3 | 0 | 2 | 6   | 158 | 139 | +19 | Kwartfinales |
| 5   | Kroatië   | 5   | 2 | 0 | 3 | 4   | 148 | 156 | −8  |              |
| 6   | Japan     | 5   | 0 | 0 | 5 | 0   | 143 | 173 | −30 |              |

| Groepsfase      |                |                |                |                |                |                |                |
| 27 juli 2024    | 14:00          | Kroatië        | 30 - 29        | Japan          |                |                |                |
| 29 juli 2024    | 11:00          | Slovenië       | 31 - 29        | Kroatië        |                |                |                |
| 31 juli 2024    | 11:00          | Kroatië        | 31 - 26        | Duitsland      |                |                |                |
| 2 augustus 2024 | 14:00          | Kroatië        | 27 - 38        | Zweden         |                |                |                |
| 4 augustus 2024 | 21:00          | Spanje         | 32 - 31        | Kroatië        |                |                |                |
|                 |                |                |                |                |                |                |                |
| Kwartfinale     | niet geplaatst | niet geplaatst | niet geplaatst | niet geplaatst | niet geplaatst | niet geplaatst | niet geplaatst |
|                 |                |                |                |                |                |                |                |
| Halve finale    | niet geplaatst | niet geplaatst | niet geplaatst | niet geplaatst | niet geplaatst | niet geplaatst | niet geplaatst |
|                 |                |                |                |                |                |                |                |
| Finale          | niet geplaatst | niet geplaatst | niet geplaatst | niet geplaatst | niet geplaatst | niet geplaatst | niet geplaatst |

### Judo
Mannen
| atleet        | onderdeel | eerste ronde         | tweede ronde         | kwartfinale          | halve finale         | herkansing           | finale / BM          | finale / BM    |
| atleet        | onderdeel | tegenstander uitslag | tegenstander uitslag | tegenstander uitslag | tegenstander uitslag | tegenstander uitslag | tegenstander uitslag | rang           |
| ------------- | --------- | -------------------- | -------------------- | -------------------- | -------------------- | -------------------- | -------------------- | -------------- |
| Zlatko Kumrić | −100 kg   | Pirelli V 00 - 10    | niet geplaatst       | niet geplaatst       | niet geplaatst       | niet geplaatst       | niet geplaatst       | niet geplaatst |

Vrouwen
| atleet          | onderdeel | eerste ronde         | tweede ronde         | kwartfinale          | halve finale            | herkansing           | finale / BM          | finale / BM |
| atleet          | onderdeel | tegenstander uitslag | tegenstander uitslag | tegenstander uitslag | tegenstander uitslag    | tegenstander uitslag | tegenstander uitslag | rang        |
| --------------- | --------- | -------------------- | -------------------- | -------------------- | ----------------------- | -------------------- | -------------------- | ----------- |
| Katarina Krišto | −63 kg    | Guimendego W 10 - 00 | Takaichi W 01 - 00   | Kim J-s W 10 - 00    | Awiti Alcaraz V 00 - 11 | bye                  | Fazliu V 00 - 10     | 5           |
| Barbara Matić   | −70 kg    | bye                  | Polling W 10 - 00    | Tsunoda W 10 - 00    | van Dijke W 10 - 00     | bye                  | Butkereit W 01 - 00  | Goud        |

### Kanovaren

#### Kayak Cross
| atleet         | onderdeel     | tijdrit | rang | ronde 1 | herkansingen | serie | kwartfinale    | halve finale   | finale         | finale |
| atleet         | onderdeel     | tijdrit | rang | rang    | rang         | rang  | rang           | rang           | rang           | rang   |
| -------------- | ------------- | ------- | ---- | ------- | ------------ | ----- | -------------- | -------------- | -------------- | ------ |
| Matija Marinić | KX-1 (mannen) | 74,80   | 27   | 3 H     | 2 Q          | 4     | niet geplaatst | niet geplaatst | niet geplaatst | 32     |

#### Slalom
Mannen
| atleet         | onderdeel  | series | series | series | series | series    | series | halve finale | halve finale | finale | finale |
| atleet         | onderdeel  | run 1  | rang   | run 2  | rang   | beste run | rang   | tijd         | rang         | tijd   | rang   |
| -------------- | ---------- | ------ | ------ | ------ | ------ | --------- | ------ | ------------ | ------------ | ------ | ------ |
| Matija Marinić | C-1 slalom | 91.61  | 3      | 98.44  | 9      | 91.61     | 3 Q    | 98.82        | 7 Q          | 100,35 | 8      |

#### Sprint
Vrouwen
| atlete                | onderdeel | series  | series | kwartfinale | kwartfinale | halve finale | halve finale | finale         | finale         |
| atlete                | onderdeel | tijd    | rang   | tijd        | rang        | tijd         | rang         | tijd           | rang           |
| --------------------- | --------- | ------- | ------ | ----------- | ----------- | ------------ | ------------ | -------------- | -------------- |
| Anamaria Govorčinović | K-1 500 m | 1.55,51 | 4 KF   | 1.52,92     | 4 HF        | 1.53,13      | 7            | niet geplaatst | niet geplaatst |

### Roeien
Mannen
| atleet                          | onderdeel   | series  | series | herkansingen | herkansingen | kwartfinale | kwartfinale | halve finale | halve finale | finale  | finale |
| atleet                          | onderdeel   | tijd    | rang   | tijd         | rang         | tijd        | rang        | tijd         | rang         | tijd    | rang   |
| ------------------------------- | ----------- | ------- | ------ | ------------ | ------------ | ----------- | ----------- | ------------ | ------------ | ------- | ------ |
| Damir Martin                    | skiff       | 6.54,83 | 2 KF   | bye          | bye          | 6.53,55     | 2 HA/B      | 6.58,23      | 6 FB         | 6.57,77 | 11     |
| Valent Sinković Martin Sinković | dubbel-twee | 6.35,28 | 1 HA/B | bye          | bye          | n.v.t.      | n.v.t.      | 6.29,98      | 1 FA         | 6.23,66 | Goud   |
| Anton Lončarić Patrik Lončarić  | twee-zonder | 6:24.62 | 3 HA/B | bye          | bye          | n.v.t.      | n.v.t.      | 6.49,51      | 6 FB         | 6.26,04 | 12     |

Legenda: FA=finale A (medailles); FB=finale B (geen medailles); FC=finale C (geen medailles); FD=finale D (geen medailles); FE=finale E (geen medailles); FF=finale F (geen medailles); HA/B=halve finale A/B; HC/D=halve finale C/D; HE/F=halve finale E/F; KF=kwartfinale; H=herkansing

### Schietsport
Mannen
| atleet              | onderdeel              | kwalificaties | kwalificaties | finale         | finale         |
| atleet              | onderdeel              | punten        | rang          | punten         | rang           |
| ------------------- | ---------------------- | ------------- | ------------- | -------------- | -------------- |
| Petar Gorša         | 10m luchtgeweer        | 629.8         | 8 Q           | 165.6          | 6              |
| Petar Gorša         | 50m geweer 3 houdingen | 629,8         | 8 Q           | 165,6          | 6              |
| Miran Maričić       | 10m luchtgeweer        | 631.3         | 4 Q           | 230.0          | Brons          |
| Miran Maričić       | 50m geweer 3 houdingen | 585           | 26            | niet geplaatst | niet geplaatst |
| Giovanni Cernogoraz | trap                   | 122           | 7             | niet geplaatst | niet geplaatst |

### Taekwondo
Mannen
| atleet        | onderdeel | kwalificatie         | eerste ronde            | kwartfinale                       | halve finale                    | herkansing           | finale / BM             | finale / BM    |
| atleet        | onderdeel | tegenstander uitslag | tegenstander uitslag    | tegenstander uitslag              | tegenstander uitslag            | tegenstander uitslag | tegenstander uitslag    | rang           |
| ------------- | --------- | -------------------- | ----------------------- | --------------------------------- | ------------------------------- | -------------------- | ----------------------- | -------------- |
| Marko Golubić | -68 kg    | bye                  | Pié W 2 - 0 (3-0, 10-2) | Sinden V 1 - 2 (6-8, 11-9, 10-18) | niet geplaatst                  | niet geplaatst       | niet geplaatst          | niet geplaatst |
| Ivan Šapina   | +80 kg    | bye                  | Ann W 2 - 0 (7-1, 10-2) | Ordemann W 2 - 1 (3-5, 13-7, 5-3) | Salimi V 1 - 2 (12-5, 8-9, 6-9) | bye                  | Alba V 0 - 2 (1-6, 0-9) | 5              |

Vrouwen
| atleet         | onderdeel | kwalificatie         | eerste ronde               | kwartfinale                   | halve finale                       | herkansing           | finale / BM               | finale / BM |
| atleet         | onderdeel | tegenstander uitslag | tegenstander uitslag       | tegenstander uitslag          | tegenstander uitslag               | tegenstander uitslag | tegenstander uitslag      | rang        |
| -------------- | --------- | -------------------- | -------------------------- | ----------------------------- | ---------------------------------- | -------------------- | ------------------------- | ----------- |
| Lena Stojković | -49 kg    | bye                  | Kafadar W 2 - 0 (0-0, 6-5) | Dhari W 2 - 1 (3-3, 7-3, 4-1) | Wongpattanakit V 0 - 2 (0-8, 5-11) | bye                  | Dinçel W 2 - 0 (1-0, 5-3) | Brons       |

### Tafeltennis
Mannen
| atleet                                    | onderdeel | voorronde            | eerste ronde         | tweede ronde         | derde ronde          | kwartfinale          | halve finale         | finale / BM          | finale / BM    |
| atleet                                    | onderdeel | tegenstander uitslag | tegenstander uitslag | tegenstander uitslag | tegenstander uitslag | tegenstander uitslag | tegenstander uitslag | tegenstander uitslag | rang           |
| ----------------------------------------- | --------- | -------------------- | -------------------- | -------------------- | -------------------- | -------------------- | -------------------- | -------------------- | -------------- |
| Andrej Gaćina                             | enkelspel | bye                  | Ionescu W 4 - 1      | Lin Y-j V 0 - 4      | niet geplaatst       | niet geplaatst       | niet geplaatst       | niet geplaatst       | niet geplaatst |
| Tomislav Pucar                            | enkelspel | bye                  | Bouloussa W 4 - 0    | Lebrun V 0 - 4       | niet geplaatst       | niet geplaatst       | niet geplaatst       | niet geplaatst       | niet geplaatst |
| Andrej Gaćina Tomislav Pucar Filip Zeljko | team      | n.v.t.               | n.v.t.               | n.v.t.               | Zuid-Korea V 0 - 3   | niet geplaatst       | niet geplaatst       | niet geplaatst       | niet geplaatst |

Vrouwen
| atleet          | onderdeel | voorronde            | eerste ronde         | tweede ronde         | derde ronde          | kwartfinale          | halve finale         | finale / BM          | finale / BM    |
| atleet          | onderdeel | tegenstander uitslag | tegenstander uitslag | tegenstander uitslag | tegenstander uitslag | tegenstander uitslag | tegenstander uitslag | tegenstander uitslag | rang           |
| --------------- | --------- | -------------------- | -------------------- | -------------------- | -------------------- | -------------------- | -------------------- | -------------------- | -------------- |
| Ivana Malobabić | enkelspel | bye                  | Jian V 3 - 4         | niet geplaatst       | niet geplaatst       | niet geplaatst       | niet geplaatst       | niet geplaatst       | niet geplaatst |

### Tennis
Mannen
| atleet                  | onderdeel  | eerste ronde         | tweede ronde                             | derde ronde          | kwartfinale          | halve finale         | finale / BM          | finale / BM    |
| atleet                  | onderdeel  | tegenstander uitslag | tegenstander uitslag                     | tegenstander uitslag | tegenstander uitslag | tegenstander uitslag | tegenstander uitslag | rang           |
| ----------------------- | ---------- | -------------------- | ---------------------------------------- | -------------------- | -------------------- | -------------------- | -------------------- | -------------- |
| Kevin Krawietz Tim Pütz | dubbelspel | n.v.t.               | Koepfer - Struff V 3-6, 7-6[7-5], [5-10] | niet geplaatst       | niet geplaatst       | niet geplaatst       | niet geplaatst       | niet geplaatst |

Vrouwen
| atlete       | onderdeel | eerste ronde         | tweede ronde         | derde ronde           | kwartfinale                   | halve finale           | finale / BM          | finale / BM    |
| atlete       | onderdeel | tegenstander uitslag | tegenstander uitslag | tegenstander uitslag  | tegenstander uitslag          | tegenstander uitslag   | tegenstander uitslag | rang           |
| ------------ | --------- | -------------------- | -------------------- | --------------------- | ----------------------------- | ---------------------- | -------------------- | -------------- |
| Petra Martić | enkelspel | Bucșa V 4-6, 3-6     | niet geplaatst       | niet geplaatst        | niet geplaatst                | niet geplaatst         | niet geplaatst       | niet geplaatst |
| Donna Vekić  | enkelspel | Bronzetti W 6-2, 7-5 | Andreescu W 6-3, 6-4 | Gauff W 7-6[9-7], 6-2 | Kostyuk W 6-4, 2-6, 7-6[10-8] | Schmiedlová W 6-4, 6-0 | Zheng Q V 2-6, 3-6   | Zilver         |

Gemengd
| atleet                 | onderdeel  | eerste ronde         | kwartfinale          | halve finale         | finale / BM          | finale / BM   |
| atleet                 | onderdeel  | tegenstander uitslag | tegenstander uitslag | tegenstander uitslag | tegenstander uitslag | rang          |
| ---------------------- | ---------- | -------------------- | -------------------- | -------------------- | -------------------- | ------------- |
| Donna Vekić Mate Pavić | dubbelspel | Zheng Q - Zhang Z TT | terugtrekking        | terugtrekking        | terugtrekking        | terugtrekking |

### Waterpolo
Mannen
| Waterpoloër(s) | Onderdeel | Resultaat |
| --- | --------- | --------- |
| Marko Bijač Matias Biljaka Luka Bukić Rino Burić Loren Fatović Maro Joković Konstantin Kharkov Jerko Marinić Kragić Luka Lončar Toni Popadić Josip Vrlić Ante Vukičević Marko Žuvela | Mannen    | Zilver    |

| Pos | Team             | Wed | W | WNS | VNS | V | GV | GT | GS  | Ptn | Kwalificatie |
| --- | ---------------- | --- | - | --- | --- | - | -- | -- | --- | --- | ------------ |
| 1   | Griekenland      | 5   | 3 | 1   | 0   | 1 | 61 | 52 | +9  | 11  | Kwartfinales |
| 2   | Italië           | 5   | 3 | 1   | 0   | 1 | 60 | 43 | +17 | 11  | Kwartfinales |
| 3   | Verenigde Staten | 5   | 3 | 0   | 0   | 2 | 59 | 51 | +8  | 9   | Kwartfinales |
| 4   | Kroatië          | 5   | 3 | 0   | 0   | 2 | 58 | 57 | +1  | 9   | Kwartfinales |
| 5   | Montenegro       | 5   | 1 | 0   | 2   | 2 | 45 | 50 | −5  | 5   |              |
| 6   | Roemenië         | 5   | 0 | 0   | 0   | 5 | 37 | 67 | −30 | 0   |              |

|  | Kwartfinale      | Kwartfinale      |                  |       | Halve finale | Halve finale |  |  | Finale | Finale |
|  |                  |                  |                  |       |              |              |  |  |        |        |
|  | 7 augustus       |                  |                  |       |              |              |  |  |        |        |
|  |                  |                  |                  |       |              |              |  |  |        |        |
|  | Griekenland      | 11               |                  |       |              |              |  |  |        |        |
|  | Griekenland      | 11               | 9 augustus       |       |              |              |  |  |        |        |
|  | Servië           | 12               |                  |       |              |              |  |  |        |        |
|  | Servië           | 12               | Servië           | 10    |              |              |  |  |        |        |
|  | 7 augustus       |                  | Servië           | 10    |              |              |  |  |        |        |
|  |                  | Verenigde Staten | 6                |       |              |              |  |  |        |        |
|  | Verenigde Staten | Verenigde Staten | 6                | 7 (4) |              |              |  |  |        |        |
|  | Verenigde Staten |                  | 11 augustus      | 7 (4) |              |              |  |  |        |        |
|  | Australië        | 7 {3}            |                  |       |              |              |  |  |        |        |
|  | Australië        | 7 {3}            | Servië           | 13    |              |              |  |  |        |        |
|  | 7 augustus       |                  | Servië           | 13    |              |              |  |  |        |        |
|  |                  | Kroatië          | 11               |       |              |              |  |  |        |        |
|  | Italië           | Kroatië          | 11               | 9 (1) |              |              |  |  |        |        |
|  | Italië           | 9 augustus       |                  | 9 (1) |              |              |  |  |        |        |
|  | Hongarije        | 9 (3)            |                  |       |              |              |  |  |        |        |
|  | Hongarije        | 9 (3)            | Hongarije        | 8     |              |              |  |  |        |        |
|  | 7 augustus       |                  | Hongarije        | 8     |              |              |  |  |        |        |
|  |                  | Kroatië          | 9                |       | Troostfinale | Troostfinale |  |  |        |        |
|  | Kroatië          | Kroatië          | 9                | 10    | Troostfinale | Troostfinale |  |  |        |        |
|  | Kroatië          |                  | 11 augustus      | 10    |              |              |  |  |        |        |
|  | Spanje           | 8                |                  |       |              |              |  |  |        |        |
|  | Spanje           | 8                | Verenigde Staten | 8 (3) |              |              |  |  |        |        |
|  |                  |                  |                  |       |              |              |  |  |        |        |
|  | Hongarije        | 8 (0)            |                  |       |              |              |  |  |        |        |
|  | Hongarije        | 8 (0)            |                  |       |              |              |  |  |        |        |

| Groepsfase      |                  |          |           |                  |         |  |  |
| 28 juli 2024    | 16:35            | Kroatië  | 11 - 8    | Montenegro       |         |  |  |
| 30 juli 2024    | 12:05            | Kroatië  | 11 - 14   | Italië           |         |  |  |
| 1 augustus 2024 | 19:30            | Roemenië | 8 - 1     | Kroatië          |         |  |  |
| 3 augustus 2024 | 12:05            | Kroatië  | 14 - 13   | Griekenland      |         |  |  |
| 5 augustus 2024 | 18:30            | Kroatië  | 11 - 14   | Verenigde Staten |         |  |  |
|                 |                  |          |           |                  |         |  |  |
| Kwartfinale     | 7 augustus 2024  | 14:00    | Kroatië   | 10 - 8           | Spanje  |  |  |
|                 |                  |          |           |                  |         |  |  |
| Halve finale    | 9 augustus 2024  | 19:35    | Hongarije | 8 - 9            | Kroatië |  |  |
|                 |                  |          |           |                  |         |  |  |
| Finale          | 11 augustus 2024 | 14:00    | Servië    | 13 - 11          | Kroatië |  |  |

### Wielersport

#### BMX
Freestyle
| atleet       | onderdeel          | plaatsingsronde | plaatsingsronde | finale         | finale         |
| atleet       | onderdeel          | score           | rang            | score          | rang           |
| ------------ | ------------------ | --------------- | --------------- | -------------- | -------------- |
| Marin Ranteš | freestyle (mannen) | 76,29           | 11              | niet geplaatst | niet geplaatst |

### Zeilen
Mannen
| atleet        | onderdeel    | voorrondes | voorrondes | voorrondes | voorrondes | voorrondes | voorrondes | voorrondes | voorrondes  | voorrondes  | voorrondes  | voorrondes  | voorrondes  | voorrondes  | voorrondes  | voorrondes  | voorrondes  | voorrondes | voorrondes | halve finale(s) | halve finale(s) | halve finale(s) | halve finale(s) | halve finale(s) | halve finale(s) | finales(s)     | finales(s)     | finales(s)     | finales(s)     | finales(s)     | finales(s)     | rang |
| atleet        | onderdeel    | 1          | 2          | 3          | 4          | 5          | 6          | 7          | 8           | 9           | 10          | 11          | 12          | 13          | 14          | 15          | 16          | tot.       | rang       | 1               | 2               | 3               | 4               | 5               | 6               | 1              | 2              | 3              | 4              | 5              | 6              | rang |
| ------------- | ------------ | ---------- | ---------- | ---------- | ---------- | ---------- | ---------- | ---------- | ----------- | ----------- | ----------- | ----------- | ----------- | ----------- | ----------- | ----------- | ----------- | ---------- | ---------- | --------------- | --------------- | --------------- | --------------- | --------------- | --------------- | -------------- | -------------- | -------------- | -------------- | -------------- | -------------- | ---- |
| Martin Dolenc | Formula Kite | 14         | 14         | 18         | 13         | 13         | 5          | 8          | geannuleerd | geannuleerd | geannuleerd | geannuleerd | geannuleerd | geannuleerd | geannuleerd | geannuleerd | geannuleerd | 53         | 14         | niet geplaatst  | niet geplaatst  | niet geplaatst  | niet geplaatst  | niet geplaatst  | niet geplaatst  | niet geplaatst | niet geplaatst | niet geplaatst | niet geplaatst | niet geplaatst | niet geplaatst | 14   |

| atleet                       | onderdeel | race | race | race | race | race | race | race | race | race        | race        | race   | race   | race           | netto punten | eindnotering |
| atleet                       | onderdeel | 1    | 2    | 3    | 4    | 5    | 6    | 7    | 8    | 9           | 10          | 11     | 12     | M              | netto punten | eindnotering |
| ---------------------------- | --------- | ---- | ---- | ---- | ---- | ---- | ---- | ---- | ---- | ----------- | ----------- | ------ | ------ | -------------- | ------------ | ------------ |
| Šime Fantela Mihovil Fantela | 49er      | 12   | 15   | 12   | 13   | 4    | 6    | 2    | 15   | 8           | 10          | 2      | 1      | OCS 22         | 107          | 9            |
| Filip Jurišić                | ILCA 7    | 13   | 4    | 32   | 1    | 31   | 24   | 28   | 14   | geannuleerd | geannuleerd | n.v.t. | n.v.t. | niet geplaatst | 115          | 19           |

Vrouwen
| atleet      | onderdeel | voorrondes | voorrondes | voorrondes | voorrondes | voorrondes | voorrondes | voorrondes | voorrondes | voorrondes | voorrondes | voorrondes | voorrondes | voorrondes | voorrondes | voorrondes  | voorrondes  | voorrondes  | voorrondes  | voorrondes  | voorrondes  | voorrondes | voorrondes | kwartfinale    | halve finale   | finales        | rang |
| atleet      | onderdeel | 1          | 2          | 3          | 4          | 5          | 6          | 7          | 8          | 9          | 10         | 11         | 12         | 13         | 14         | 15          | 16          | 17          | 18          | 19          | 20          | tot.       | rang       | kwartfinale    | halve finale   | finales        | rang |
| ----------- | --------- | ---------- | ---------- | ---------- | ---------- | ---------- | ---------- | ---------- | ---------- | ---------- | ---------- | ---------- | ---------- | ---------- | ---------- | ----------- | ----------- | ----------- | ----------- | ----------- | ----------- | ---------- | ---------- | -------------- | -------------- | -------------- | ---- |
| Palma Čargo | IQFoil    | 17         | 14         | 3          | 4          | 13         | 8          | 15         | 9          | 19         | 9          | 9          | UFD 25     | UFD 25     | 1          | geannuleerd | geannuleerd | geannuleerd | geannuleerd | geannuleerd | geannuleerd | 121        | 12         | niet geplaatst | niet geplaatst | niet geplaatst | 12   |

| atlete        | onderdeel | race | race | race | race | race | race | race | race | race | race        | race   | race   | race | netto punten | eindnotering |
| atlete        | onderdeel | 1    | 2    | 3    | 4    | 5    | 6    | 7    | 8    | 9    | 10          | 11     | 12     | M    | netto punten | eindnotering |
| ------------- | --------- | ---- | ---- | ---- | ---- | ---- | ---- | ---- | ---- | ---- | ----------- | ------ | ------ | ---- | ------------ | ------------ |
| Yelena Oblova | ILCA 6    | 5    | 18   | 40   | 16   | 3    | 12   | 4    | 13   | 8    | geannuleerd | n.v.t. | n.v.t. | 18   | 97           | 6            |

### Zwemmen
Mannen
| Atleet          | Onderdeel        | Series | Series | Halve finale   | Halve finale   | Finale         | Finale         |
| Atleet          | Onderdeel        | Tijd   | Rang   | Tijd           | Rang           | Tijd           | Rang           |
| --------------- | ---------------- | ------ | ------ | -------------- | -------------- | -------------- | -------------- |
| Jere Hribar     | 50 m vrije slag  | 22,08  | 22     | Niet geplaatst | Niet geplaatst | Niet geplaatst | Niet geplaatst |
| Nikola Miljenić | 100 m vrije slag | 49,34  | 33     | Niet geplaatst | Niet geplaatst | Niet geplaatst | Niet geplaatst |

Vrouwen
| atleet       | onderdeel       | series | series | halve finale   | halve finale   | finale         | finale         |
| atleet       | onderdeel       | tijd   | rang   | tijd           | rang           | tijd           | rang           |
| ------------ | --------------- | ------ | ------ | -------------- | -------------- | -------------- | -------------- |
| Jana Pavalić | 50 m vrije slag | 25,24  | 25     | niet geplaatst | niet geplaatst | niet geplaatst | niet geplaatst |